# Renata Gazik
Renata Gazik (z domu Henc, ur. 5 kwietnia 1972 w Piotrkowie Trybunalskim) – polska szachistka, mistrzyni międzynarodowa od 1996 roku.

## Kariera szachowa
W latach 1991–1998 sześciokrotnie wystąpiła w finałach mistrzostw Polski seniorek. Najlepszy wynik zanotowała w roku 1998 w Sopocie, zajmując VI miejsce. Od 1999 r. w turniejach klasyfikowanych przez Międzynarodową Federację Szachową startuje bardzo rzadko.
Najwyższy ranking w karierze osiągnęła 1 stycznia 1994 r., z wynikiem 2210 punktów zajmowała wówczas 8. miejsce wśród polskich szachistek.

## Życie prywatne
Mąż Renaty Gazik, Igor, jest słowackim szachistą i również posiada tytuł mistrza międzynarodowego. Ich córka, Veronika (ur. 1999), zdobyła w 2009 r. tytuł mistrzyni Polski do 10 lat, natomiast syn, Viktor (ur. 2001) – tytuł mistrza Europy juniorów do 10 lat w 2010 roku.